# Serge Beucherie
Serge Beucherie (Sannois, 17 januari 1955) was een Franse wielrenner van 1978 tot en met 1984. In 1981 werd hij Frans kampioen, maar daarna haalde hij dat niveau nooit meer. Na zijn actieve wielerloopbaan werd Beucherie ploegleider bij de Gan-formatie van Roger Legeay.

## Overwinningen
1981
- Frans kampioen op de weg, Elite

1982
- Tour de Vendée

## Resultaten in voornaamste wedstrijden
| Jaar | Milaan-San Remo | Gent-Wevelgem |
| ---- | --------------- | ------------- |
| 1981 |                 | 75e           |
| 1984 | 54e             |               |